# Białobród-Folwark
Białobród-Folwark – dawna osada w Polsce, w województwie wielkopolskim, w powiecie konińskim, w gminie Kleczew. Miejscowość zniesiona 1 stycznia 2017.
W latach 1975–1998 miejscowość administracyjnie należała do województwa konińskiego.